# Herb gminy Chodel
Herb gminy Chodel – jeden z symboli gminy Chodel, ustanowiony 3 czerwca 1997.

## Wygląd i symbolika
Herb przedstawia na tarczy w polu białym wizerunek czerwonego raka. Jest to wizerunek pochodzący z pieczęci miasta Chodel i nawiązujący do herbu szlacheckiego Warnia. Zdaniem władz gminy, rak symbolizuje również czystość wód gminy.